# Schuld war nur der Bossa Nova (1992)
Schuld war nur der Bossa Nova ist ein deutscher Fernsehfilm des ZDF aus dem Jahr 1992. Regie führte Bernd Schadewald, Produzentin war Gisela Marx. Der Titel lehnt sich an das erfolgreiche deutsche Cover des Hits Blame It on the Bossa Nova von Manuela an, die im Film eine Gastrolle hatte. Die Handlung des Jugenddramas spielt im Ruhrgebiet im Sommer 1963. Zu den Schauspielern zählte Muriel Baumeister. Gedreht wurde der Film u. a. in Dingelstädt in Thüringen.

## Handlung
Little Joe und sein Kumpel Charly leben in einer Kleinstadt im Ruhrgebiet. Sie gehören einer Clique an und beenden gerade ihre Schlosserlehre. Sie feiern und genießen ihr Erwachsenen-Dasein. Charly ist verliebt in die Freundin seiner Schwester. Joe dagegen steht auf Heike, die aber schon einen Freund hat. Als Heike schwanger wird, entsteht ein Beziehungsgeflecht.

## Hintergrund
Der Film wurde von Filmpool produziert und erstmals am 5. Oktober 1992 im ZDF gezeigt.

## Rezeption
„Angesiedelt in der Atmosphäre der frühen 60er Jahre, die hauptsächlich über die Musik vermittelt wird, opfert der unterhaltsame Film die Vielschichtigkeit der Protagonisten durch die allzu simpel gestrickte Handlung.“

## Auszeichnungen
Muriel Baumeister erhielt im Februar 1994 für ihre Hauptrolle in Schuld war nur der Bossa Nova sowie in der Fernsehserie Ein Haus in der Toscana die Lilli Palmer Gedächtniskamera der Goldenen Kamera als Beste Nachwuchsschauspielerin.